# Jahor Herasimaw
Jahor Aljaksejevitsj Herasimaw (Wit-Russisch: Ягор Аляксеевіч Герасімаў; Russisch: Егор Алексеевич Герасимов) (Minsk, 11 november 1992) is een Wit-Russisch tennisser. Zijn hoogste plaats op de ATP-ranglijst is de 65e, die hij behaalde op 24 februari 2020.
Herasimaw heeft in zijn carrière nog geen ATP-toernooi op zijn naam geschreven. Zijn beste resultaat is een verloren finale op het ATP-toernooi van Pune 2020. Wel won hij al zes challengertoernooien.

## Palmares
| Legenda                       | Legenda               |
| ----------------------------- | --------------------- |
| Grand Slam                    |                       |
| Olympische Spelen             |                       |
| tot 2009                      | vanaf 2009            |
| Tennis Masters Cup            | ATP Finals            |
| ATP Masters Series            | ATP Tour Masters 1000 |
| ATP International Series Gold | ATP Tour 500          |
| ATP International Series      | ATP Tour 250          |

### Enkelspel
| Nr.                  | Datum            | Toernooi     | Ondergrond | Tegenstander in finale | Score            | Details |
| -------------------- | ---------------- | ------------ | ---------- | ---------------------- | ---------------- | ------- |
| Verloren finales     |                  |              |            |                        |                  |         |
| 1.                   | 9 februari 2020  | ATP Pune     | Hardcourt  | Jiří Veselý            | 6-7(2), 7-5, 3-6 | Details |
| Gewonnen challengers |                  |              |            |                        |                  |         |
| 1.                   | 15 november 2015 | Bratislava   | Hardcourt  | Lukáš Lacko            | 7-6(1), 7-6(5)   |         |
| 2.                   | 2 april 2017     | Saint-Brieuc | Hardcourt  | Tobias Kamke           | 7-6(3), 7-6(5)   |         |
| 3.                   | 13 mei 2017      | Qarshi       | Hardcourt  | Cem İlkel              | 6-3, 7-6(4)      |         |
| 4.                   | 23 juli 2017     | Astana       | Hardcourt  | Michail Koekoesjkin    | 7-6(9), 4-6, 6-4 |         |
| 5.                   | 12 mei 2018      | Qarshi       | Hardcourt  | Sjarhej Betaw          | 7-6(3), 2-0 opg. |         |
| 6.                   | 7 juli 2019      | Recanati     | Hardcourt  | Roberto Marcora        | 6-2, 7-5         |         |

## Resultaten grote toernooien
| Legenda | Legenda                          |
| ------- | -------------------------------- |
| g.t.    | geen toernooi gehouden           |
| l.c.    | lagere categorie                 |
| –       | niet deelgenomen                 |
| G       | uitgeschakeld in de groepsfase   |
| 1R      | uitgeschakeld in de eerste ronde |
| 2R      | uitgeschakeld in de tweede ronde |
| 3R      | uitgeschakeld in de derde ronde  |
| 4R      | uitgeschakeld in de vierde ronde |
| KF      | uitgeschakeld in de kwartfinale  |
| HF      | uitgeschakeld in de halve finale |
| F       | de finale verloren               |
| W       | het toernooi gewonnen            |
| w-v     | winst/verlies-balans             |

### Enkelspel
| Grandslamtoernooien  |      |      |     |      |      |      |      |    |
| Australian Open      | –    | –    | –   | –    | –    | –    | 2R   | 2R |
| Roland Garros        | –    | –    | –   | –    | –    | –    | 1R   | 1R |
| Wimbledon            | –    | –    | –   | –    | –    | –    | g.t. | 2R |
| US Open              | –    | –    | –   | –    | –    | 2R   | 2R   |    |
| Olympische Spelen    |      |      |     |      |      |      |      |    |
| Olympische Spelen    | g.t. | g.t. | –   | g.t. | g.t. | g.t. | g.t. | 2R |
| Statistieken         |      |      |     |      |      |      |      |    |
| Totaal aantal titels | 0    | 0    | 0   | 0    | 0    | 0    | 0    |    |
| Eindejaarsranking    | 268  | 188  | 297 | 149  | 157  | 98   | 78   |    |

### Dubbelspel
| Grandslamtoernooien  |    |
| Australian Open      | –  |
| Roland Garros        | –  |
| Wimbledon            | 1R |
| US Open              |    |
| Olympische Spelen    |    |
| Olympische Spelen    | 1R |
| Statistieken         |    |
| Totaal aantal titels | 0  |
| Eindejaarsranking    |    |